# Joachim Egon zu Fürstenberg
Landgraf Joachim Egon zu Fürstenberg in der Baar und zu Stühlingen (* 22. Dezember 1749 in Ludwigsburg; † 26. Januar 1828 in Wien) war k.k wirklicher Geheimer Rat, Kämmerer und Oberhofmarschall in Wien. Ferner war er Herr der Herrschaften Weitra, Reinpolz und der Veste Wasen sowie Ritter des Goldenen Vlies.

## Herkunft
Seine Eltern waren der Landgraf Ludwig August Egon zu Fürstenberg (* 4. Februar 1705; † 10. November 1759) und dessen Ehefrau die Gräfin Maria Anna Josepha Fugger zu Kirchberg und Weissenhorn (* 21. Mai 1719; † 11. Januar 1784). Er kam nach dem Tod seines Vaters unter die Vormundschaft seiner Mutter und dem Grafen Leopold Christoph von Schallenberg. Der regierende Fürst zu Fürstenberg Joseph Wilhelm Ernst zu Fürstenberg-Stühlingen war sein Onkel.

## Leben
Seine Schulbildung erhielt er auf dem königlichen savoyischen Akademie in Wien. Dort wurde er erfolgreich in den Rechtswissenschaften ausgebildet. Nach seinem Abschluss kam er zum Reichskammergericht nach Wetzlar. Nach seiner Hochzeit 1772 ging er nach Wien. Nachdem er sein Erbe antreten konnte, ging er in den Hofdienst nach Wien. Im Jahr 1776 kam er zum Kurfürsten Erzherzog Maximilian, 1781 wurde er diensttuender Kammerherr des Kaisers Joseph II. Er war Mitglied des Gefolges, dass 1790 Leopold II. zu seiner Kaiserkrönung nach Frankfurt am Main begleitete. Vor dort wurde er als außerordentlicher Gesandter nach London geschickt, um die Nachricht von der Krönung zu überbringen. 1792 wurde er Vize-Oberküchenmeister (Oberküchenmeister war der Graf Johann Joseph von Saint-Julien), 1794 wurde er Oberküchenmeister und wirklicher Geheimer Rat. Von 1796 bis 1797 war er Obersthofmeister der Prinzessinnen Amalie und Clementine.
Als die Prinzessin Clementine 1797 mit dem Erbprinzen von Neapel verheiratet wurde, hatte er die Aufgabe die Prinzessin bis Triest zu begleiten, wo sie dem neapolitanischen Gesandten Herzog von Gravina abgeholt wurde. Vom Kaiser erhielt er 1803 den Orden vom Goldenen Vlies. Im Jahr 1804 starb sein Verwandter Karl Joachim von Fürstenberg-Stühlingen, und der noch minderjährige Fürst Karl Egon zu Fürstenberg wurde sein Erbe. Daher wurde Joachim Egon zu dessen Vormund ernannt und Administrator der Fürstenbergischen Lande in Schwaben. In den Jahren des Dritten Koalitionskrieges 1805 bis 1807 war er Landmarschallsamt-Verweser in Niederösterreich. 1810 gründete er Neujoachimsthal, dort errichtete er zwei Hochöfen und eine Eisengießerei. Das Hochofengebäude erhielt die Inschrift: „Joachimus Egon Carolo Egoni Suo MDCCCXVII.“ Ferner wurde eine Glashütte errichtet.
Nach den Napoleonischen Kriegen erhielt er 1819 den Auftrag die Prinzessin Caroline nach Culm zu begleiten, wo sie die sächsischen Delegation erwartete, um sie nach Dresden zur Hochzeit zu bringen. 1826 wurde er noch zum Obersthofmarschall ernannt, als der Obersthofmeister Trauttmansdorff 1827 starb, wurde er noch bis zu seinem Tod zu dessen Stellvertreter ernannt.

## Familie
Fürstenberg heiratete 1772 in Wallerstein die Gräfin Sophie von Oettingen-Wallerstein (* 9. Dezember 1751; † 21. Mai 1835).
- Friedrich Karl Johann Nepomuk Egon (* 26. Januar 1774; † 4. Februar 1856)[2] ⚭ 1801 Maria Theresia zu Schwarzenberg (* 14. Oktober 1780; † 9. November 1870), Eltern von Friedrich Egon von Fürstenberg
- Philipp Karl Egon (* 13. März 1775; † 5. Mai 1807)
- Josephine Sophie (* 21. Juni 1776; † 23. Februar 1848) ⚭ 1792 Fürst Johann Joseph von und zu Liechtenstein († 20. April 1836)
- Karoline Sophie (* 20. August 1777; † 25. Februar 1846) ⚭ 1796 Fürst Karl Joachim zu Fürstenberg († 1804)
- Eleonore Sophie (* 7. Februar 1779; † 12. Mai 1849), Nonne
- Marie Sophie Therese Walburga (* 3. November 1781; † 20. März 1800), Nonne
- Franz Ludwig Egon (* 16. April 1783; † 25. Dezember 1800), gefallen bei Mincio
- Elisabeth Marie Philippine (* 12. Juli 1784; † 19. Juni 1865) ⚭ 1801 Fürst Johann Joseph Norbert von und zu Trauttmansdorff-Weinsberg (* 18. März 1780; † 24. September 1834)